# Eparchia Lungro degli Italo-Albanesi
Eparchia Lungro degli Italo-Albanesi – jedna z dwóch eparchii Kościoła katolickiego obrządku bizantyjsko-włoskiego, z siedzibą w Lungro w Kalabrii. Została erygowana 13 lutego 1919. Podlega bezpośrednio Stolicy Apostolskiej. 
Od 12 maja 2012 biskupem jest Donato Oliverio.

## Biskupi
- Giovanni Mele (10 marca 1919 – 10 lutego 1979)
- Giovanni Stamati (20 lutego 1979 – 7 czerwca 1987)
- Ercole Lupinacci (30 listopada 1987 – 10 sierpnia 2010, biskup senior)
  - Salvatore Nunnari (10 sierpnia 2010 – 12 maja 2012) (administrator apostolski)
- Donato Oliverio, od 12 maja 2012